# 피츄
피츄는 포켓몬스터 금·은 버전에 처음 등장한 전기타입 포켓몬이다.

## 애니메이션에서의 피츄
포켓몬스터W 1화에서 지우의 피카츄가 진화하기 전의 피츄가 나온다.